# Чорноморськ (футбольний клуб)
Футбольний клуб «Чорноморськ» — український аматорський футбольний клуб з однойменного міста Одеської області, заснований у 2016 році. Виступає у Чемпіонаті та Кубку Одеської області.

## Досягнення
- Чемпіонат Одеської області
  - Срібний призер: 2016, 2017.